# タイガース・フィーバー
タイガース・フィーバー（Tigers Fever）は、KBS京都テレビで、1983年から1986年までの、野球がシーズンオフとなる10月から3月の間のみに、土曜日20時から21時25分まで放送されていた阪神タイガース専門のプロ野球情報番組。
しばしば「タイガースフィーバー」と記述されていたこともあったが、正式な番組名は中黒入りの「タイガース・フィーバー」であった。
司会は上岡龍太郎が務めていた。本番組内および番組宣伝では上岡が「阪神タイガースのオーナー」と自称していた。
当時大阪のテレビ局でレギュラーを多く持っていた上岡としては珍しく、地方の独立UHF局におけるレギュラー番組であった。
他に、当時日刊スポーツ大阪本社の記者であった西本忠成が「アンギラス西本」の名義でレギュラー出演していた。西本は阪神タイガースに関して歯に衣を着せぬ評論を行っていた。
この番組では、試合のダイジェストを流していたり、時には阪神タイガースの選手や西本以外の野球評論家をゲストとして招いたりしていたこともあった。また、視聴者からの投稿を読み上げるコーナーも存在していた。